# Aveiro
Aveiro este un oraș în Portugalia, cu 77.352 locuitori, capitală a districtului omonim. Situat pe malul Oceanului Atlantic, Aveiro este un oraș industrial. Aveiro este cunoscut în Portugalia pentru dulciurile sale tradiționale, ovos-moles și trouxas de ovos, ambele făcute din ouă. Este denumit câteodată "Veneția portugheză", datorită canalelor și bărcilor care amintesc de orașul italian.